# دانجال (فلم)
دانجال (بالإنجليزية: dangal) هو فيلم هندي من إنتاج أفلام والت ديزني وعامر خان للإنتاج، دانجال فيلم سيرة ذاتية درامي ورياضي من بطولة النجم عامر خان وإخراج نتيش تيواري، صدر يوم 23 ديسمبر عام 2016م.
وهو الفيلم الأكثر تحقيقًا للإيرادات في تاريخ بوليوود، حيث بلغت إيراداته 330 مليون دولار.
يعتبر فيلم دانجال من اعلى الافلام الهندية تقييماُ على الموقع المعروف IMDb بتقييم 8.3 ويحتل المرتبة ال86 في قامة أفضل 250 فيلم بالتاريخ .
والفيلم حاصل على تقييم 88% من نقاد موقع Rotten Tomatoes .

## القصة
ماهافير سينجا بوهجات بطل سابق في لعبة المصارعة، يحلم بالفوز بميدالية ذهبية لصالح بلاده، ويتعهد بأن يجعل ابنه المستقبلي يحقق ما لم يستطيع تحقيقه، لكنه ينجب ثلاث فتيات، ويظن أن الحلم ميئوس منه، حتى يكتشف موهبة اثنتان منهما بعد قيامهما بضرب ولدين، ويقرر تدريبهما على أصول اللعبة.

## طاقم الممثلين
- عامر خان (مهافير سينج بوجات)
- ساكشي تانوار (دايا كور"زوجة مهافير)
- فاطمة سنا شيخ (جيتا بوجات)
- سانيا مالهوترا (بابيتا بوجات)
- أبار شاكتي كورانا (أومكار)
- زايرا وسيم (جيتا الصغيرة)
- سوهاني باتناجر (بابيتا الصغيرة)
- ريتويك ساهوري (أومكار الصغير)
- جريش كولكارني (مدرب الفريق الهندي:برامود كادام)

## وصلات خارجية
- مقالات تستعمل روابط فنية بلا صلة مع ويكي بيانات

لا توجد روابط لمواقع التواصل الاجتماعي.